# Rio Preto Weilers
O Rio Preto Weilers é um time de Futebol Americano fundado em 2010 com sede em São José do Rio Preto, São Paulo. Atualmente a disputa a Liga BFA - Elite e o Campeonato paulista.

## Títulos
| ESTADUAIS | ESTADUAIS                                | ESTADUAIS | ESTADUAIS   |
|           | Competição                               | Títulos   | Temporadas  |
| --------- | ---------------------------------------- | --------- | ----------- |
|           | Campeonato Paulista de Futebol Americano | 2         | 2017 e 2019 |
| NACIONAIS |                                          |           |             |
|           | Competição                               | Títulos   | Temporadas  |
|           | Conferência Sudeste da Liga BFA - Acesso | 1         | 2019        |